# Sindicato Afrodita
El Sindicato Afrodita es una organización chilena dedicada principalmente a defender los derechos de las personas transgénero, siendo la primera agrupación de la diversidad sexual del país enfocada en dicha población.

## Historia
La agrupación fue fundada en Valparaíso el 22 de agosto de 2000 bajo el nombre de «Sindicato de Trabajadoras Independientes y Travestis Afrodita», obteniendo su personalidad jurídica el 11 de octubre del mismo año. El sindicato, que contó con 32 fundadoras encabezadas por Vanessa Yáñez, surge como respuesta a la represión y abusos que sufrían las trabajadoras sexuales transgénero de Valparaíso por parte de las fuerzas policiales.
La sede del Sindicato Afrodita en Avenida España 1898 fue otorgada por el Consejo Regional de Valparaíso el 14 de julio de 2006, siendo renovada dicha concesión en 2011; anteriormente la sede de la agrupación estuvo en Colón 1964, en un inmueble cedido por la Municipalidad de Valparaíso. Entre las actividades realizadas por el sindicato se encuentra la realización de talleres para sus socias, entre ellos cursos de peluquería, cocina y artesanía, así como también la instalación de una ramada para las Fiestas Patrias de Chile en el parque Alejo Barrios desde 2003. Desde 2005 el sindicato se encuentra asociado con el Servicio Nacional de Capacitación y Empleo (Sence) para el desarrollo de cursos para las socias.
El 28 de junio de 2003 el Sindicato Afrodita fue uno de los fundadores de la Coordinadora GLTTB, grupo de organizaciones que buscaba enfrentar en conjunto la discriminación hacia la diversidad sexual. Las otras agrupaciones fundadoras fueron Sidacción, Movimiento Unificado de Minorías Sexuales, Cegal, Grupo La Pintana, Colectivo Lésbico Universitario, Brigada Divine, Comité de Izquierda por la Diversidad Sexual, Movimiento Patria Gay, Agrugal, Domos, Afirmación Chile, Traves Chile, Agrupación Juvenil Chicos Así y Agrupación por la Diversidad Sexual de San Bernardo.
En 2007 Afrodita, junto con Acción Gay, organizaron la primera marcha de la diversidad sexual en Valparaíso, la cual se realizó el 28 de junio y se desplazó desde la Plaza Aníbal Pinto hasta la Plaza Italia. La agrupación también participa en actividades de prevención del VIH/sida en conjunto con otras agrupaciones LGBT de la Región de Valparaíso. El 7 de agosto de 2010 organizaron el concurso de belleza transgénero denominado «Miss Afrodita» para elegir a la «reina trans de la Región de Valparaíso», ocasión en que Luna Di Mauri se alzó con el triunfo.
Una de sus principales líderes es Zuliana Araya, presidenta del sindicato durante varios periodos y que ha realizado activismo político siendo elegida concejala de Valparaíso en 2012, 2016 y 2021.
El 15 de diciembre de 2021 algunas integrantes del Sindicato Afrodita, entre ellas Pilola Polett, junto a otras adultas mayores trans de Valparaíso, fundaron «Las Supervivientes», primera agrupación de adultos mayores trans de Chile.

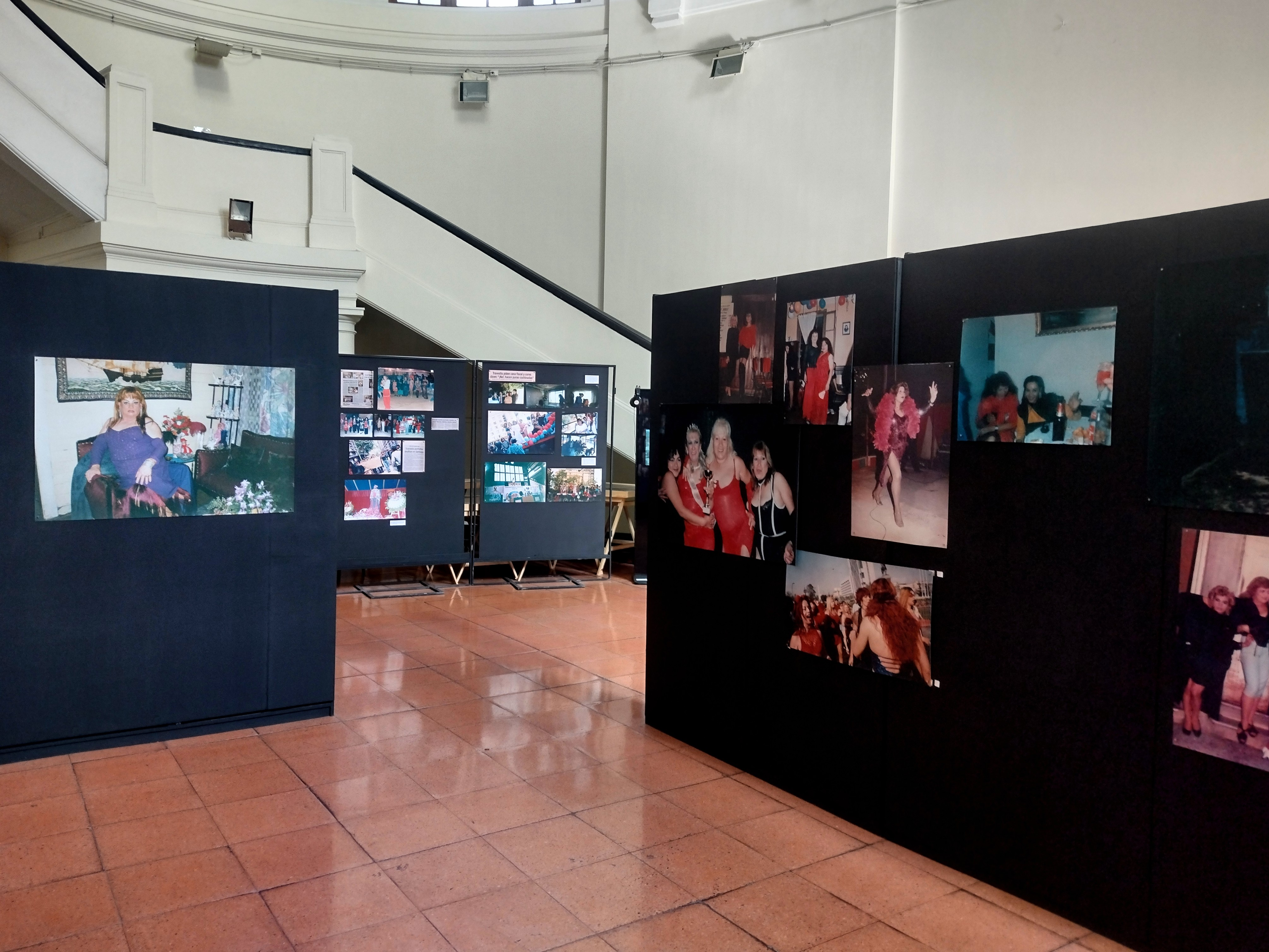
Exposición «Fuerza Travesti Organizada» en el Archivo Nacional de Chile (2025).

El 26 de agosto de 2024 fue presentado en la Biblioteca Santiago Severín de Valparaíso el Archivo Histórico del Sindicato Afrodita, convirtiéndose en el primer repositorio de documentación y testimonios sobre la población trans de Chile; en la misma ocasión fue presentado el sitio web del archivo, que en su primera etapa reúne 10 testimonios de personas trans. Parte del archivo fue exhibido en la exposición «Fuerza Travesti Organizada. Archivo Histórico del Sindicato Afrodita de Valparaíso», presentada en el Archivo Nacional de Chile entre el 20 de marzo y el 25 de mayo de 2025.